# Lampsilis splendida
Lampsilis splendida är en musselart som först beskrevs av I. Lea 1838.  Lampsilis splendida ingår i släktet Lampsilis och familjen målarmusslor. IUCN kategoriserar arten globalt som livskraftig. Inga underarter finns listade i Catalogue of Life.